# پوجا گوپتا
پوجا گوپتا (به انگلیسی: Puja Gupta) بازیگر و مدل هندی است.
از فیلم‌هایی که وی در آن نقش داشته‌است می‌توان به برو گوآ رفته، خون‌بها و میان‌بر رومئو اشاره کرد.